# Tielt
Tielt és un municipi belga de la província de Flandes Occidental a la regió de Flandes.

## Localització

a. Dentergem - b. Oostrozebeke - c. Meulebeke - d. Pittem - e. Egem (Pittem) - f. Wingene - g. Ruiselede - h. Poeke (Aalter) - i. Vinkt (Deinze) - j. Wontergem (Deinze)

## Seccions
| #   | Nom              | Superfície (km²) | Població (01/01/2006) |
| --- | ---------------- | ---------------- | --------------------- |
| I   | Tielt            | 34,64            | 14.183                |
| II  | Schuiferskapelle | 7,93             | 958                   |
| III | Kanegem          | 10,84            | 1.181                 |
| IV  | Aarsele          | 15,10            | 2.948                 |

## Personatges il·lustres
- Peter Terrin, escriptor.
- Albéric Schotte, ciclista.